# Tellières-le-Plessis
Tellières-le-Plessis é uma comuna francesa na região administrativa da Normandia, no departamento Orne. Estende-se por uma área de 5,25 km². Em 2010 a comuna tinha 76 habitantes (densidade: 14,5 hab./km²).